# 関信三

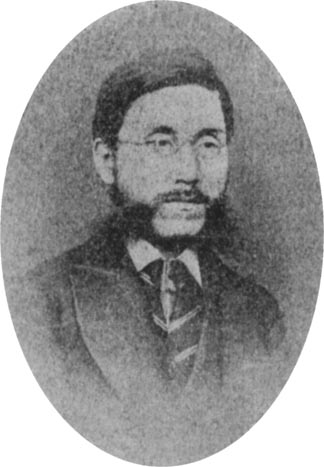
関信三

関 信三（せき しんぞう、天保14年（1843年） - 明治13年（1880年）4月12日）は、日本の教育者、浄土真宗僧侶である。真宗大谷派安休寺の末子として生まれる。法名は猶龍。

## 人物
三河国幡豆郡一色村（現西尾市）生まれ。明治5年（1872年）明治政府の命を受けキリスト教の内情を探るべくキリスト教徒の中に長期にわたり潜入。これは、破邪顕清正運動と呼ばれた活動で、キリスト教が日本に良からぬ影響を与えるのではという危惧から信者たちの監視をしていたもの。彼は長崎、横浜で日本最初のキリスト者たちのグループの中にいたのち横浜弾正台（警察機構）のスパイという扱いになり、これが1872年まで続いた本人は、この初期の活動について自ら語ったり、書き残したものはない。その後、東本願寺の命により、東本願寺の大谷光瑩（現如）上人の随行員としてイギリスに留学。その後、政府のキリスト教解禁のため帰国、東京女子師範学校の英語教師となる。
欧州滞在中に見聞したフレーベル教育を活かし、1876年、文部大輔(大臣)田中不二麿、東京女子師範学校摂理の中村正直による抜擢で、日本初の幼稚園（現・お茶の水女子大学附属幼稚園）を創立し、その初代監事(園長)となる。主任保母は、松野クララが務めた。彼は欧米の幼稚園創立に関する手引書の翻訳で、幼稚園教育の日本への導入に大きな寄与を果たした。彼の実際の在職期間は、3年でしかないが、幼稚園の保育内容の実質的で、実践的な手引書を作って大きな寄与を果たした。彼の墓地は谷中の真宗大谷派宗善寺にある。享年36。幼稚園の生みの親のフレーベルの墓を模して、四角い墓石の上に円柱を置いた形になっている。フレーベルの墓は、彼の幼児教育論の球体原則にちなんで、四角い墓石の上に球体を据え置いた物である。

## 著作
- 「幼稚園創立法」（『教育雑誌』第84号、文部省、1878年12月）
  - 岡田正章監修 『明治保育文献集 第2巻』 日本らいぶらり、1977年3月 ／ 日本図書センター、2011年5月、ISBN 9784284305082
  - 山住正己校注 『日本近代思想大系 6 教育の体系』 岩波書店、1990年1月、ISBN 4002300064
  - 湯川嘉津美監修 『近代日本幼児教育基本文献集 第1巻 草創期の幼稚園』 日本図書センター、2017年5月、ISBN 9784284308410

著書・編書
- 『幼稚園法 二十遊嬉』 青山堂、1879年3月 ／ 雄松堂書店〈明治初期教育稀覯書集成〉、1981年6月
フレーベルの第1から第20までの恩物の紹介。
  - 吉野作造編輯代表 『明治文化全集 第十巻 教育篇』 日本評論社、1928年3月 ／ 明治文化研究会編 『明治文化全集 第十八巻 教育篇』 日本評論社、1967年12月 ／ 明治文化研究会編 『明治文化全集 第十一巻 教育篇』 日本評論社、1992年10月、ISBN 4535042519
  - 前掲 『明治保育文献集 第2巻』

訳書
- 『幼稚園記』4冊、東京女子師範学校、1876年7月 ／ 4冊、雄松堂書店〈明治初期教育稀覯書集成〉、1980年8月
アドルフ・ドゥエイの英語の著作からの翻訳。ドゥエイ本人はドイツ人で、アメリカにわたり、一般に開放された最初の幼稚園を作った。
  - 前掲 『明治保育文献集 第2巻』
- 『古今 万国英婦列伝』2冊、集賢閣、1877年10月
イギリス、スペイン、ロシアの女王、女帝の列伝。